# Krossneset
Krossneset este o localitate din comuna Meland, provincia Hordaland, Norvegia, cu o suprafață de 0,59 km² și o populație de 514 locuitori (2013).